# Семейка монстров
«Семейка монстров» (англ. The Boxtrolls) — американский кукольный мультфильм студии Laika («Коралина в Стране Кошмаров», «Паранорман, или Как приручить зомби») по сказке Алана Сноу «Здесь живут монстры». Премьера мультфильма в США — 26 сентября 2014 года. Режиссёры — Энтони Стакки («Сезон охоты») и Грэм Эннэбл. Фильм был номинирован на Оскар в категории «лучший анимационный полнометражный фильм». Занимает 6 место в списке самых кассовых кукольных мультфильмов.

## Сюжет
История о коробочных троллях (коробяках), живших в глубинах канализации вымышленного города Сырбурга в Викторианскую эпоху. Жители города верили в них и считали, что те выходили ночью на поверхность, чтобы похищать детей и сыр, которым так любят лакомиться горожане. Арчибальд Хватсон, лидер группы Красношляпников — истребителей коробочных троллей, предлагает лорду Рокфору де Бри решить проблему монстров в обмен на белый цилиндр — символ старейшин города. На самом деле коробяки выходят на поверхность чтобы собирать всякие вещи и использовать их у себя дома, в канализации. Вместе с ними живёт ребёнок Эггс, который тоже носит картонную коробку и считает себя коробочным троллем. С наступлением дня все тролли устраиваются спать — прижавшись друг к другу, прячутся в своих коробках и таким образом сооружают огромный куб.
Хватсон и его люди ночами патрулируют улицы и ловят коробяк, так что со временем куб коробок со спящими троллями становится все меньше. Эггс уже вырос и выходит на поверхность вместе со всеми. В одной из таких вылазок Красношляпники ловят Шпрота — лучшего друга Эггса, поэтому Эггс решается одеться как человек и выйти на поверхность днём, чтобы спасти Шпрота. С помощью Винни Рокфор де Бри он находит Красношляпников на заброшенном заводе. Там Хватсон заставляет своих людей репетировать дегустацию сыра, ведь этим занимаются старейшины города в белых цилиндрах. Оказывается, что у самого Хватсона сильнейшая аллергия на сыр с отёками по всему телу, которую он предпочитает не замечать. Пока Красношляпники дегустируют сыр, Эггс проникает в здание и освобождает Шпрота. Во время побега эти двое замечают, что остальные коробяки трудятся в подвале завода над каким-то устройством. Эггс, Шпрот и Винни сбегают и прячутся в канализации, в городе коробяк.
Там Винни убеждает Эггса, что тот человек, а не коробочный тролль, и Шпрот рассказывает как давным-давно коробяки дружили с изобретателем Гербертом Трабшо, но однажды ночью Хватсон заявился в дом семьи Трабшо, угрожал и хотел забрать младенца в качестве залога. Герберт успел передать младенца коробякам через окно, прежде чем на него напали Красношляпники. Эггс просит Винни отвести его на приём к лорду Рокфору де Бри, чтобы рассказать как Хватсон несколько лет обманывал жителей города, что коробяки — монстры. Но на приёме лорд де Бри не желает слушать мальчика и Эггс убеждается в людском эгоизме, жалеет, что оказался одним из людей и уходит в канализацию. В этот момент в город коробяк врывается шагающая боевая машина, которой управляет Хватсон, и ловит всех коробяк и Эггса. Оказалось, именно это строили коробяки под руководством Трабшо.
На следующий день Хватсон идет на шагоходе к дому лорда де Бри и требует себе белый цилиндр, так как освободил город от угрозы монстров. И хотя коробяки освобождаются и уничтожают машину, Хватсон берет в заложники Винни и заполучает белый цилиндр. Угрожая навредить Винни, он заставляет лорда де Бри, Эггса и Шпрота составить ему компанию в дегустационной комнате, пробует сыр и из-за сильнейшего аллергического отёка взрывается.
Спустя некоторое время, жители Сырбурга и коробяки живут вместе в мире и гармонии, а Эггс воссоединился со своим отцом.
Во время сцены после первых титров показывается, что двое из людей Хватсона, мистер Вантуз и мистер Свинтус убирают мусор с улиц, и попутно разговаривают о том, что на самом деле их мир, был придуман «гигантами». Во время этого разговора, их двигает «гигант», то есть художник-аниматор.

## Роли озвучивали
- Бен Кингсли — Арчибальд Хватсон
- Айзек Хэмпстед-Райт — Эггс (Малыш Трабшо)[5]
- Эль Фэннинг — Уинфред (Винни) Рокфор де Бри
- Ди Брэдли Бейкер — Шпрот, Колёсик
- Стивен Блум — Туфлик, Вольт
- Тони Коллетт — леди Рокфор де Бри[6][7]
- Джаред Харрис — лорд Рокфор де Бри
- Ник Фрост — мистер Свинтус
- Ричард Айоади — мистер Вантуз
- Трейси Морган — мистер Подлз
- Саймон Пегг — Герберт Трабшо

## Отзывы
Фильм получил в основном положительные отзывы. На сайте Rotten Tomatoes фильм имеет рейтинг 73 % со средним баллом 7 из 10 на основе 133 рецензий. На сайте Metacritic фильм имеет рейтинг 63 из 100.